# ميرزا داود حسينوف
ميرزا داود حسينوف (10 مارس 1894–21 مارس 1938) هو سياسي وثوري أذري،لعب دورًا كبيرًا في التطهير الكبير،شغل منصب السكرتير الأول للحزب الشيوعي في جمهورية أذربيجان السوفيتية الاشتراكية من 28 أبريل 1920 حتى 23 يوليو 1920،ووزير الخارجية من 2 مايو 1921 حتى ديسمبر 1921،كما شغل منصب مفوض الشعب للمالية من 1925 حتى 1925.